# Živorad Mišić
Živorad Mišić (serbisch-kyrillisch Живорад Мишић; * 13. September 1987 in Požarevac) ist ein serbischer Fußballspieler.

## Karriere
Mišić wechselte zur Saison 2011/12 vom Drittligisten FK Sloga Petrovac na Mlavi zum Erstligisten FK Javor Ivanjica. Dort debütierte er im August 2011 gegen den FK Borac Čačak in der SuperLiga. In seiner ersten Spielzeit in der höchsten Spielklasse kam er zu 21 Einsätzen, in denen er zwei Tore erzielte. In der Saison 2012/13 absolvierte er ebenfalls 21 Partien und kam wieder auf zwei Tore. Zur Saison 2013/14 kehrte er leihweise zum mittlerweile zweitklassigen FK Sloga zurück. Bis zur Winterpause absolvierte 14 Partien für Sloga in der Prva Liga. Im Januar 2014 kehrte er wieder zu Javor zurück. Dort kam er bis Saisonende zu vier Einsätzen in der SuperLiga, aus der er mit dem Verein zu Saisonende allerdings abstieg.
Nach dem Abstieg wechselte er fest zurück zum Zweitligisten FK Sloga. In eineinhalb Jahren absolvierte er dort 25 Partien in der Prva Liga. Im Januar 2016 wechselte Mišić nach Österreich zum fünftklassigen SV Albania Wien. Für Albania absolvierte er insgesamt 24 Partien in der 2. Landesliga, in denen er fünf Tore erzielte. Im Januar 2017 schloss er sich dem ebenfalls fünftklassigen SV Sieghartskirchen aus Niederösterreich an. In eineinhalb Jahren in Sieghartskirchen absolvierte der Offensivspieler 20 Partien in der niederösterreichischen 2. Landesliga, in denen er neun Tore erzielte. Zur Saison 2018/19 wechselte er weiter zum viertklassigen USC Rohrbach/Gölsen. In drei Spielzeiten in Rohrbach kam er zu 46 Einsätzen in der Landesliga und erzielte dabei 18 Tore.
Zur Saison 2021/22 wechselte der Serbe innerhalb der Liga zum ASK Kottingbrunn. Für Kottingbrunn spielte er elfmal in der Landesliga und traf zweimal. Im Februar 2022 wechselte er zum Regionalligisten ASV Draßburg. Für Draßburg kam er zu fünf Einsätzen in der Regionalliga. Zur Saison 2022/23 wechselte er zum sechstklassigen ASK Bad Fischau.